# Boneworks
Boneworks — игра для виртуальной реальности, разработанная и выпущенная компанией Stress Level Zero. Она была разработана с использованием движка Unity и поддерживает все VR-гарнитуры, совместимые с ПК. Игра была выпущена для Windows 10 декабря 2019 года на платформе Steam. 20 февраля 2020 года она была выпущена на Oculus VR.
Выход сиквела игры, Bonelab, был 29 сентября 2022 года.

## Игровой процесс
Boneworks предлагает большое разнообразие оружия и сложную реалистичную физику. Игрокам предстоит передвигаться по локациям, сражаться с врагами, встречающимися на пути, взаимодействуя с игровым миром. Физика Boneworks позволяет манипулировать практически любыми объектами. Сложность взаимодействия зависит от размеров и веса этих объектов. Небольшие объекты вроде кружек или молотков могут быть легко подняты одной рукой, а тяжёлые металлические кубы придётся таскать по полу двумя руками. Вы можете сражаться с врагами, как вам угодно: кидать в них кирпичи, хватать их головы и бить об стены или просто использовать меч. А огнестрельное оружие вам придётся перезаряжать вручную.

## Разработка
Техно-демоверсия Boneworks показана в 2018 году, а в октябре 2019 года игра достигла завершённого состояния, была выпущена в Steam 10 декабря 2019 года. 20 февраля 2020 года она была выпущена на Oculus VR.

## Оценки
На сайте Metacritic игра получила 72 балла из 100. IGN оценил игру в 7,9 баллов из 10.
Игра была номинирована на премию «Лучшая VR/AR игра» на Game Developers Choice Awards.